# جيوفاني براغولين
برونو اماديو (1911-1981)، والمشهور باسم جيوفاني براغولين (Giovanni Bragolin)، والمعروف أيضا باسم فرانتشوت سيفيا، انجيلو (جيوفاني) براغولين، وJ. Bragolin (إذا تمعنت في التوقيع على لوحاته)، هو رسام مجموعة من اللوحات المعروفة بلوحة الطفل الباكي. وهي لوحات مميزة لمجموعة متنوعة من الأطفال الدامعة. تسمى أحيانا بلوحات «فتيان الغجر» على الرغم من أن ليس هناك شيء يربطها بالغجر.
اشتهرت هذه اللوحات في انحاء العالم بسبب مضمونها ذو العمق الإنساني الدرامي وبسبب انتشار نسخها المعادة في محلات التصوير والفن والديكور وحتى في المحلات العشوائية على قارعة الطريق وانخفاض اسعار هذه النسخ.
كان برونو يعمل في البندقية في نهاية الحرب العالمية الثانية. ادعى أنه فر إلى إسبانيا بعد الحرب، وأنه رسم الأطفال في دار محلية للايتام والتي أُحرقت في وقتٍ لاحق.
ظل مغمورًا لفترة طويلة حتى انتشرت أساطير حول اللعنة التي تحملها لوحاته والتي تسببت في احتراق العديد من المنازل التي كانت تعلق فيها.

## روابط خارجية
http://bragolin.weebly.com/index.html